# ユーゴスラビア (小惑星)
ユーゴスラビア (1554 Yugoslavia)は小惑星帯に位置する小惑星である。セルビア（当時はユーゴスラビア）のベオグラードでミロラド・プロティッチによって発見された。
国家名のユーゴスラビアに因んで命名された。